# 沖縄県立島尻特別支援学校
沖縄県立島尻特別支援学校（おきなわけんりつ しまじりとくべつしえんがっこう）は、沖縄県島尻郡八重瀬町に所在する、知的障害および肢体不自由を有する児童生徒を対象とした特別支援学校。学部は幼稚部・小学部・中学部・高等部があり、沖縄県立真和志高等学校内に分教室（ゆい教室）を設置している。

## 概要
スクールバスを4コース（知念方面、与那原・西原方面、南風原・東風平方面、具志頭・糸満方面）運行している。
寄宿舎は、入舎選考委員会（委員長：校長）の審議を経て入舎が決定される。定員は男女合わせて26名で、小学部5年生から高等部3年生までを対象とし、入舎期間は1年間である。寄宿舎は男子棟4室、女子棟4室に分かれ、1室あたり3〜4名で編成されている。

## 学区
知的障害教育部門
- 幼稚部
  - 西原町、南城市（南城市立久高中学校区を除く）、与那原町、南風原町、八重瀬町、豊見城市（豊見城市立長嶺小学校区）、浦添市、那覇市（那覇市立神原、那覇、上山、松島、真和志、石田、城北、石嶺、松城、安岡、寄宮、古蔵、仲井真、首里中学校区）、豊見城市（豊見城市立とよみ小学校区）
- 小学部・中学部・高等部
  - 西原町、南城市（南城市立久高中学校区を除く）、与那原町、南風原町、八重瀬町、豊見城市（豊見城市立長嶺小学校区）

肢体不自由教育部門
- 幼稚部
  - 南城市（南城市立久高中学校区を除く）、与那原町、南風原町、八重瀬町、豊見城市、糸満市
- 小学部・中学部・高等部
  - 南城市（南城市立久高中学校区を除く）、与那原町、南風原町、八重瀬町、豊見城市（豊見城市立とよみ小学校区を除く）、糸満市[3]

## 歴代校長一覧
| 代   | 氏名     | 就任年 | 退任年 |
| ---- | -------- | ------ | ------ |
| 初代 | 金城順亮 | 1978年 | 1983年 |
| 2代  | 平良銀永 | 1983年 | 1987年 |
| 3代  | 親泊安徳 | 1987年 | 1990年 |
| 4代  | 知念仁幸 | 1990年 | 1991年 |
| 5代  | 大城勇一 | 1991年 | 1994年 |
| 6代  | 玉城義雄 | 1994年 | 1997年 |
| 7代  | 伊江朝勇 | 1997年 | 2000年 |
| 8代  | 山内昌則 | 2000年 | 2002年 |
| 9代  | 西原千男 | 2002年 | 2004年 |
| 10代 | 與儀幸英 | 2004年 | 2006年 |
| 11代 | 仲間博史 | 2006年 | 2009年 |
| 12代 | 與那原慧 | 2009年 | 2011年 |
| 13代 | 大城徹彦 | 2011年 | 2013年 |
| 14代 | 菅間玉美 | 2013年 | 2015年 |
| 15代 | 大城政之 | 2015年 | 2018年 |
| 16代 | 比嘉朝子 | 2018年 | 2020年 |
| 17代 | 新垣伸次 | 2020年 | 2022年 |
| 18代 | 中山充雄 | 2022年 | 2025年 |
| 19代 | 岡越猛   | 2025年 |        |

出典

## 所在地
本校
〒901-0411　沖縄県島尻郡八重瀬町字友寄160
ゆい教室
〒902-0072　沖縄県那覇市字真地248番地（真和志高校内）